# Десять рублей (золотая монета Российской империи)
Десять рублей — монета Российской империи, отчеканенная из золота.

## Описание монет

### Елизавета Петровна
Во времена правления Елизаветы Петровны десять рублей чеканились из золота 917 пробы, их диаметр составляет от 32,5 мм, а вес равен 16,57 г, чистого золота 15,16 г. Были выпущены в Санкт-Петербургском монетном дворе в количестве 5535 экземпляров. Гурт является шнуровидным.
На аверсе десять рублей 1755 года изображён правый профильный портрет Елизаветы Петровны в императорской горностаевой мантии, которая расшита двуглавыми орлами. На голове расположена императорская корона, в причёску вплетены украшения. Бюст воспроизведён в расшитом и украшенном драгоценными камнями платье с подвесками. Через правое плечо надета Андреевская лента.  Внизу на отвороте мантии указаны инициалы медальера: «B S» — Б. Скотт. Круговая надпись: «Б∙М∙ЕЛИСАВЕТЪ∙I∙IМП∙IСАМОД∙ВСЕРОС». Под портретом обозначен монетный двор: «СПБ». На реверсе изображены четыре украшенных щита с гербами царств Российской империи, которые расположены в виде креста. В центре расположен двуглавый орёл, увенчанный тремя императорскими коронами. В правой лапе он сжимает скипетр, в левой держит державу. Вверху расположен герб Москвы; внизу — царства Сибирского; справа — царства Казанского; слева — царства Астраханского. Вокруг орла воспроизведены четыре розы. Цифры даты «1755» указаны на поле между щитами. Круговая надпись: «IМПРСКАЯ РОССЇИС МОН. ЦЕНА ДЕСЯТ. РUБ».
Характеристики десяти рублей Елизаветы Петровны с последующими годами менялись: с 1757 года диаметр составляет от 32,0 до 33,1 мм. Гурт является шнуровидным — наклон насечки влево.
Детали десяти рублей Елизаветы Петровны также менялись: на аверсе 1757 года на голове изображена императорская корона, волосы которой зачёсаны назад и украшены гребнем. Бюст воспроизведён слегка задрапированным, на груди расположена брошь. Круговая надпись: «Б∙М∙ЕЛИСАВЕТЪ∙I∙IМ∙П∙IСАМОД∙ВСЕРОС». На реверсе изображены цифры даты «1757» на поле между щитами.
Десять рублей Елизаветы Петровны чеканились с 1755 по 1759 год, у которых существуют разновидности и новоделы. Некоторые монеты чеканились в Красном монетном дворе (Биткин #45/R1 и #46/R1).
| Разновидности пяти рублей Елизаветы Петровны | Разновидности пяти рублей Елизаветы Петровны | Разновидности пяти рублей Елизаветы Петровны | Разновидности пяти рублей Елизаветы Петровны | Разновидности пяти рублей Елизаветы Петровны | Разновидности пяти рублей Елизаветы Петровны |
| Год                                          | Номер по каталогу Биткина                    | Ориентировочная редкость по каталогу Биткина | Разновидность                                | Описание разновидности                       | Тираж                                        |
| -------------------------------------------- | -------------------------------------------- | -------------------------------------------- | -------------------------------------------- | -------------------------------------------- | -------------------------------------------- |
| 1755                                         | #74                                          | R1                                           | —                                            | Портрет работы Б. Скотта                     | 5535                                         |
| 1756                                         | #75                                          | R1                                           | —                                            | Портрет работы Б. Скотта                     | 24 938                                       |
| 1756                                         | #Н76                                         | R3                                           | —                                            | Портрет работы Б. Скотта                     | —                                            |
| 1756                                         | #45                                          | R1                                           | —                                            | —                                            | 14 498                                       |
| 1757                                         | #77                                          | R1                                           | —                                            | Портрет работы Б. Скотта                     | 8 604                                        |
| 1757                                         | #80                                          | R2                                           | 1                                            | Портрет работы Ж. Дасье                      | —                                            |
| 1757                                         | #81                                          | R2                                           | 2                                            | Портрет работы Ж. Дасье, «...∙IМП∙...»       | —                                            |
| 1758                                         | #78                                          | R2                                           | —                                            | Портрет работы Б. Скотта                     | 2 507                                        |
| 1758                                         | #46                                          | R1                                           | —                                            | —                                            | 8 308                                        |
| 1759                                         | #79                                          | R2                                           | —                                            | Портрет работы Б. Скотта                     | 2 478                                        |

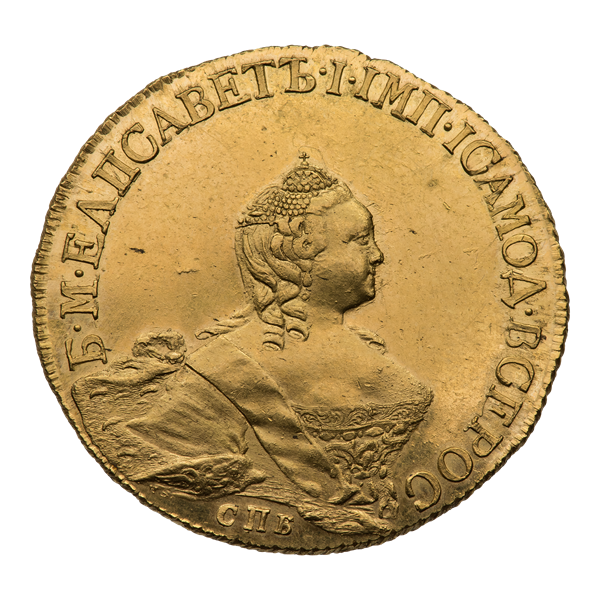
Аверс десяти рублей 1757 года (Биткин #H76/R3)
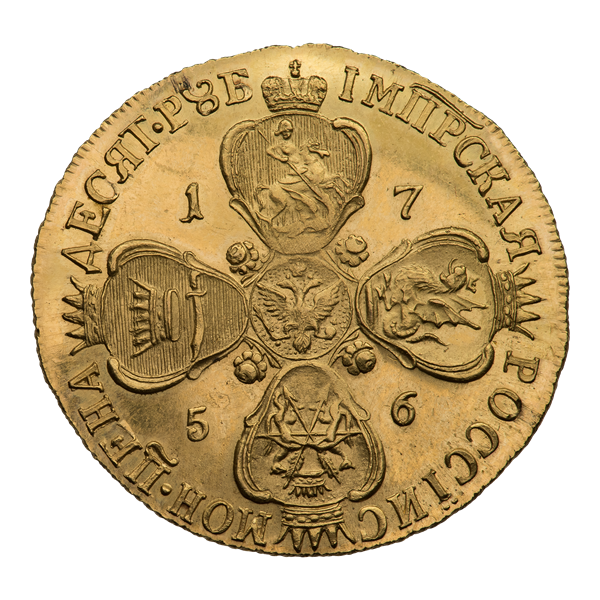
Реверс
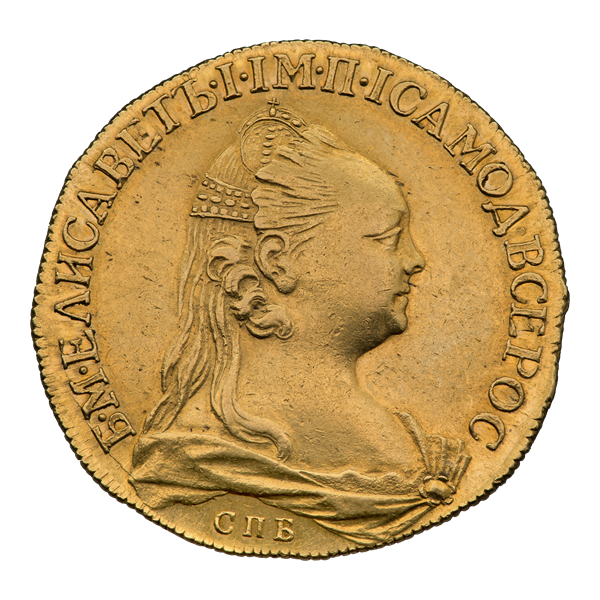
Аверс новодела десяти рублей 1756 года (Биткин #H80/R2)
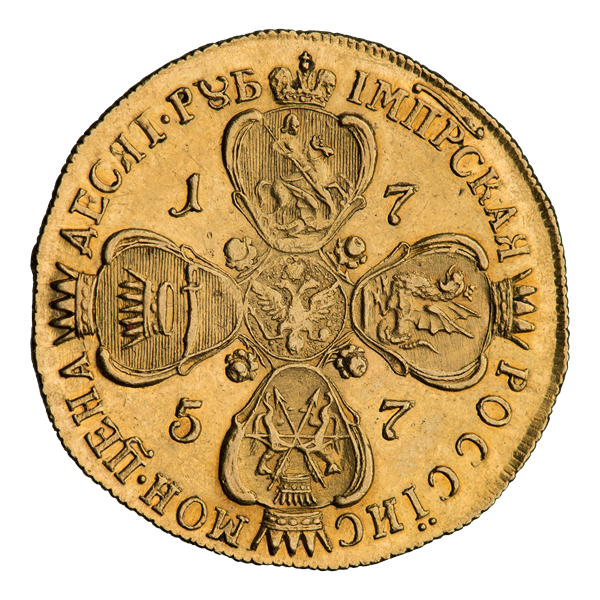
Реверс

### Пётр III
Во времена правления Петра III десять рублей чеканились из золота 917 пробы, их диаметр составляет 31,4 мм, а вес равен 16,57 г, чистого золота 15,16 г. Были выпущены в Санкт-Петербургском монетном дворе в количестве 25 876 экземпляров. Гурт является шнуровидным.
На аверсе пяти рублей 1762 года изображён правый профильный портрет Петра III, на голове которого расположен парик с косой, перевязанный лентой. Бюст воспроизведён в кирасе с орлом на груди в императорской мантии. Через правое плечо надета Андреевская лента. Круговая надпись: «ПЕТРЪ∙III∙Б∙М∙IМП∙IСАМОДЕРЖ∙ВСЕРОС». Под бюстом обозначен монетный двор: «СПБ». На реверсе изображена крестообразная композиция из гербов — Московского, Казанского, Сибирского и Астраханского царств, в центре располагается герб Российской империи. В полях между щитами указана дата: «1762». Круговая надпись: «IМПРСКАЯ РОССÏИС МОН∙ЦЕНА ДЕСЯТ∙РUБ».
Десять рублей Петра III чеканились исключительно в 1762 году, у которых существует новодел (Биткин #H2/R3).

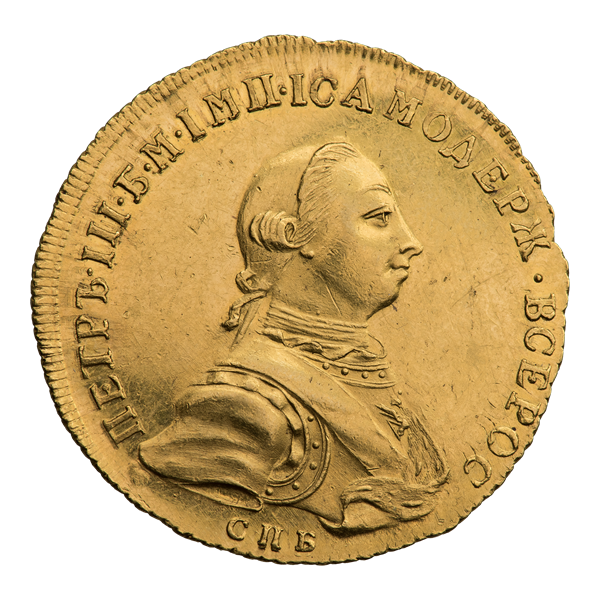
Аверс новодела десяти рублей 1762  года (Биткин #H2/R3)
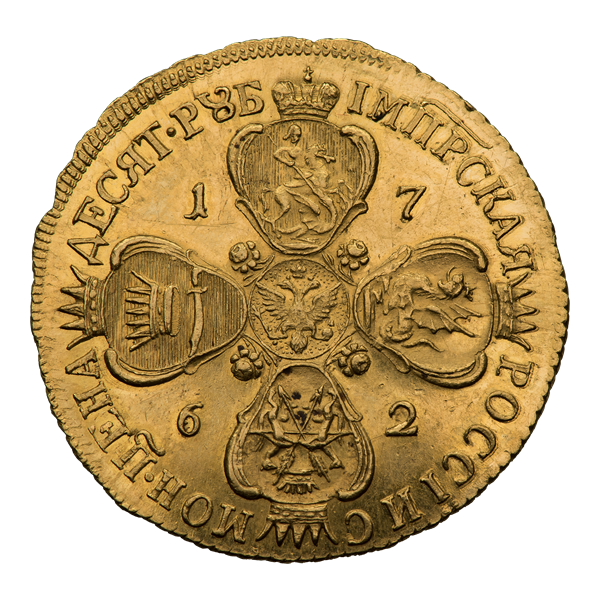
Реверс

### Екатерина II
Во времена правления Екатерины II десять рублей чеканились из золота 917 пробы, их диаметр составляет от 33 до 34,5 мм, а вес равен 16,57 г, чистого золота 15,16 г. Были выпущены в Красном монетном дворе. Гурт является шнуровидным.
На аверсе десяти рублей 1762 года изображён правый профильный портрет Екатерины II в богато украшенном платье и мантии. Через правое плечо надета Андреевская лента. На голове расположена малая императорская корона, волосы украшены жемчугом и драгоценными камнями. На правом плече воспроизведены два локона. В рукаве буквы: «Т∙I» — гравёр Т. Иванов. Круговая надпись: «Б∙М∙ЕКАТЕРИНА∙II∙IMП∙IСАМОД∙ВСЕРОС». Под бюстом обозначен монетный двор: «ММД». На реверсе изображена крестообразная композиция из гербов — Московского, Казанского, Сибирского и Астраханского царств, в центре располагается герб Российской империи. В полях между щитами указана дата: «1762». Круговая надпись: «IМПРСКАЯ РОССÏИС МОН∙ЦЕНА ДЕСЯТ∙РUБ».
Характеристики десяти рублей Екатерины II с последующими годами менялись: с 1764 года диаметр составляет 30 мм, а вес равен 13,09 г, чистого золота 12,00 г. Были выпущены в Санкт-Петербургском монетном дворе в количестве 30 232 экземпляра. С 1795 года диаметр составляет от 28,8 до 29 мм, а вес равен 12,92. Были выпущены в количестве 2300 экземпляров.
Детали десяти рублей Екатерины II также менялись: на аверсе 1795 года изображён правый профильный портрет Екатерины II, на голове которой располагается императорская корона, вокруг короны — лавровый венок. Бюст воспроизведён в расшитом и украшенном платье, поверх мантия. На мантии буквы: «∙Т∙I∙» — гравёр Т. Иванов. Круговая надпись: «Б∙М∙ЕКАТЕРИНА∙II∙IМП∙IСАМОД∙ВСЕРОСС». Под бюстом обозначен монетный двор: «СПБ». На реверсе в полях между щитами изображена дата «1795».
Десять рублей Екатерины II чеканились с 1762 по 1796 год, у которых существуют разновидности и новоделы.

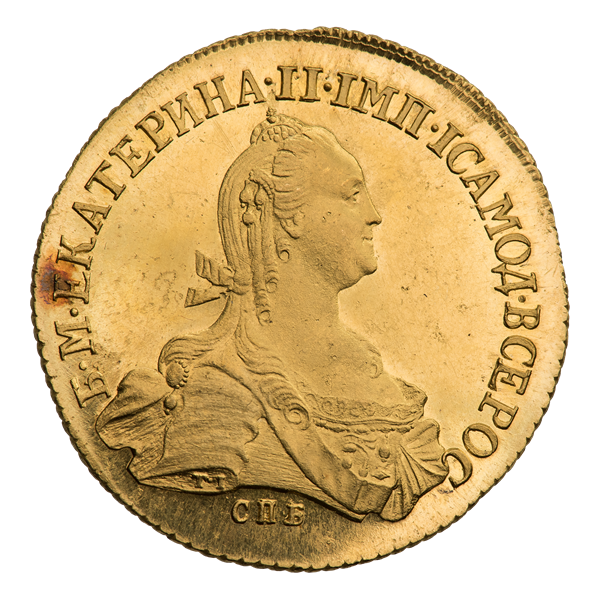
Аверс новодела десяти рублей 1772 года (Биткин #H26/R3)
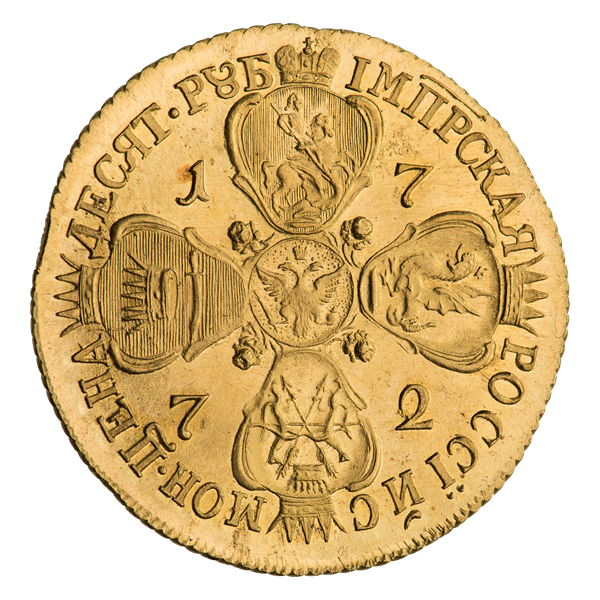
Реверс
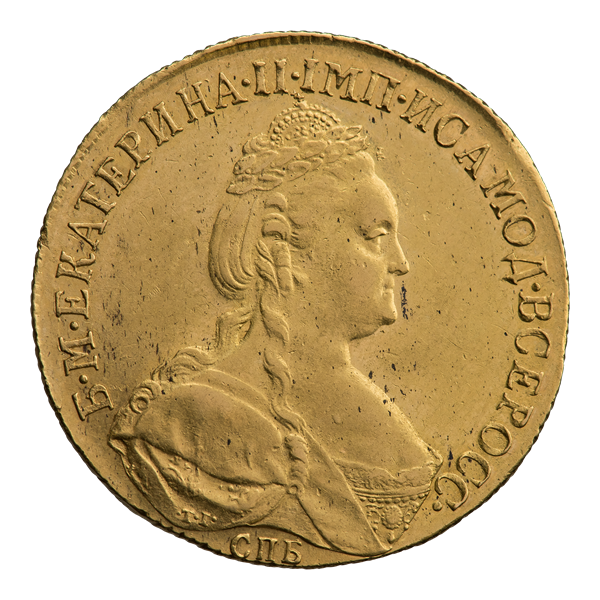
Аверс десяти рублей 1795 года (Биткин #52/R3)
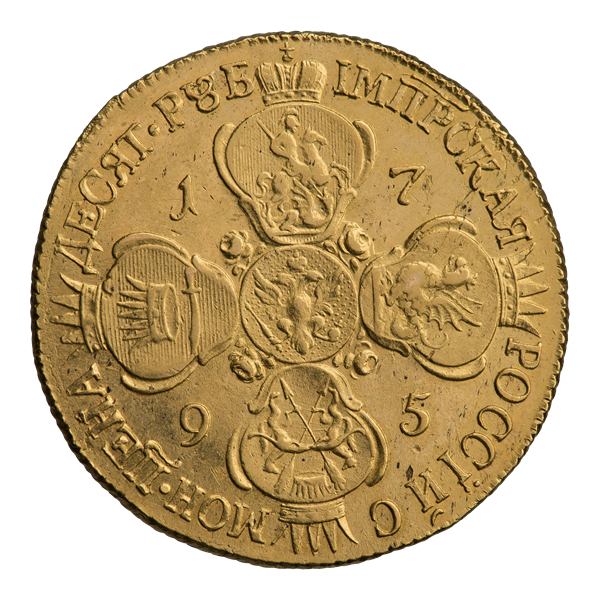
Реверс